# Blaçac
Blaçac (en francès Blessac) és una comuna (municipi) de França, a la regió de la Nova Aquitània, departament de la Cruesa, al districte i cantó d'Aubusson.
La seva població al cens de 1999 era de 488 habitants. Està integrada a la Communauté de communes d'Aubusson-Felletin.

## Demografia
| 1968 | 1975 | 1982 | 1990 | 1999 |
| ---- | ---- | ---- | ---- | ---- |
| 316  | 342  | 411  | 495  | 488  |

## Administració
| Període | Identitat      | Partit |
| ------- | -------------- | ------ |
| 2001-   | Robert Cuisset | PS     |